# SD Gundam: Sangokushi Rainbow Tairiku Senki
SD Gundam: Sangokushi Rainbow Tairiku Senki (ＳＤガンダム三国志 レインボー大陸戦記, SD Gundam: Knights of the Three Rainbow Kingdoms) est un jeu vidéo du type run and gun développé par Bandai et édité par Banpresto en 1993 uniquement en arcade. C'est une adaptation en jeu vidéo de la série en arcade, basée sur l'anime Mobile Suit Gundam et notamment Super Deformed Gundam,.